# Edinaldo Batista dos Santos
Edinaldo Batista dos Santos (nacido el 2 de abril de 1987) es un exfutbolista brasileño que se desempeñaba como delantero.
Jugó para clubes como el Corinthians Alagoano y Mito HollyHock.

## Trayectoria

### Clubes
| Club                 | País   | Año         |
| -------------------- | ------ | ----------- |
| Corinthians Alagoano | Brasil | 2006 - 2007 |
| Mito HollyHock       | Japón  | 2007        |